# Bavšica
Bavšica je naselje v Občini Bovec v Zgornjem Posočju. Leži med gorami in je del zavarovanega območja Triglavskega narodnega parka. Po danes aktualnem zakonu o TNP dolina spada v tretjo cono, pobočja nad njo pa v prvo.

## Dostop
Do Bavšice pridemo, če se iz Bovca peljemo proti Logu pod Mangartom. Ob mogočni trdnjavi Kluže opazimo cesto, ki se za mostom odcepi proti desni. Če pogledamo malo višje, nam pogled obstane na vencu gora, dolino lahko le slutimo.

## Geografska lega
V porečju zgornje Soče razlikujemo dvoje področij: povirje Soče s Trento in Sočo ter Koritniško področje s Koritnico, Bavšico in Možnico. Bavšica je stranska dolina Koritnice. Je tipična kočna, to je visokogorska dolina, ki je z vseh strani obdana z visokimi vrhovi in slemeni. V nekoliko lomljeni smeri se Bavšica odpira le proti jugozahodu. Dolina se deli na več zaselkov. Poleg istoimenske vasi Bavšica, ki se loči na Zgornjo in Spodnjo Bavšico, tu ležijo še zaselki Zabrajda, Podčelce in Logje. Štirikilometrska dolina se na koncu nadaljuje v dva kraka oziroma dve novi dolini, Balo in Bukovec. V obeh so do sredine dvajsetega stoletja pasli ovce, zato ju imenujemo kar planini. Pod planino Bala ležijo Logje, najvišji naseljeni del doline. Mimo Bale, se prek Jezerce, Prevale in Lanževice lahko povzpnemo do prevala Čez Brežice in od tam v Loško Koritnico, lahko pa se čez Škrbino za gradom in pod Špičkom spustimo v Zadnjo Trento (Zapouden). Vse to so gorski, precej zahtevni prehodi. Tu je tudi izhodišče za vzpone na vrhove Loške stene in na Pelce, ki se dvigajo nad Bavšico. Na drugi strani se nad plazom Kopica, preko planine Bukovec lahko povzpnemo na najbolj markanten hrib, Bavški Grintavec, ali pa se prek prevala Kanja spustimo v Trento. Tudi ta prehod je zahteven. Med obema planinama, Balo in Bukovcem, se kakor pregrada dviga rajda Črnega vrha od jugozahoda na severovzhod z vrhovi: Obljak (1864 m), Mali Pihavec (2072 m), Veliki Pihavec (2088 m), 2052 in 1996 m brez posebnega imena. Črni vrh je skupno ime, obenem pa poseben izraz za prednje  gozdnato pobočje obrnjeno proti Bavšici. Prehod iz ene v drugo dolino je možen skozi Dolič, pod pobočji Nizkega vrha.

## Naselitev
Po legendi naj bi bili prvi prebivalci doline trije bratje: Štefan, Urh in Matija. Sicer naj bi bile v Bavšici sprva pristaje – poletna prebivališča za živino in pastirje iz katerih so se razvila stalna prebivališča ljudi. Po ustnem izročili naj bi bilo to v 17. stoletju, stroka pa pravi da že nekoliko prej, med 14. in 16. stoletjem. Največ prebivalcev je imela Bavšica leta 1931 (po popisu). Danes je stalnih prebivalcev le par, ostale domačije so uporabljene kot vikend hiše oziroma so le še ruševine.

## Znamenitosti
- Matijev čebelnjak - Čebelarji iz Bovca so obnovili čebelnjak Matije Komaca, ki stoji med Spodnjo in Zgornjo Bavšico. Do njega je od Kluž speljana označena pešpot.
- Na koncu doline se nahaja Planinsko učno središče Planinske zveze Slovenije[2]  - PUS Bavšica,[3] kjer od leta 1999 potekajo usposabljanja za planinske vodnike Planinske zveze Slovenije. Pred postavitvijo učnega središča so usposabljanja potekala v majhni baraki in pod šotori.